# Осада Силистрии (1829)
Осада Силистрии — военная операция по взятию османского укреплённого города Силистрии, предпринимавшаяся российской армией во время Русско-турецкой войны (1828—1829).
Русские войска подошли к Силистрии в конце июня 1828 года. Для наблюдения за ней был назначен отряд генерала Л. О. Рота, который обложил крепость со стороны Гирсова и Шумлы и до начала сентября стоял на занятых им позициях, несмотря на энергические вылазки многочисленного гарнизона. В конце сентября отряд Рота был сменен был 2-м корпусом. Вскоре после этого со стороны Шумлы в виде заслона был расположен 3-й корпус, и в начале октября началась первая осада. Но уже 20-го числа главнокомандующий на театре военных действий П. Х. Витгенштейн приказал снять осаду из-за недостатка в снарядах. На это решение также повлияла ненастная погода: появившийся на Дунае лед грозил перервать сообщение с левым берегом, на котором находились главные склады провианта и фуража. 27 октября 2-й и 3-й корпуса отступили в Молдавию и Валахию.

## Ход осады
В 1829 году новый главнокомандующий, генерал И. И. Дибич, первым делом решил взять Силистрию. В 9 часов утра 5 мая российские войска подошли и обложили крепость, вытеснив турок из укреплений, построенных осаждавшими в прошлом году. В это же время появилась против Силистрии часть русской флотилии. Начались энергичные осадные работы под главным руководством генерал-майора Шильдера. 7-го и в ночь на 9-го турки предприняли вылазки против проводившихся работ. Под прикрытием канонады, 13-го мая, около 10 часов вечера, была заложена первая и в ночь на 15-е мая — вторая параллель. Уже 18 мая две батареи начали обстрел крепости с дистанции 600 метров. Турки пытались вести ответный огонь, но быстро проиграли артиллерийскую дуэль. В это время обнаружилось, что атака восточного фронта крепости представит большие затруднения и не может обещать успеха, поэтому Дибич перенёс все осадные работы на левый фланг. Вечером 23-го мая турки произвели сильную вылазку против только что построенной третьей параллели, но были отбиты.
Этот успех позволил Дибичу, оставив генерал-лейтенанта А. И. Красовского под крепостью, двинуться с частью войск (20 тысяч) на помощь к генералу Л. О. Роту, против позиции которого в это время двинулся визирь с втрое сильнейшей армией. 2 июня Красовский сообщил коменданту о поражении визиря при Кулевче и предложил ему сдаться, но получил отказ.
Русские сапёры перешли к минной войне: 8-го июня в 6 часов вечера были взорваны 4 мины и в 9 часов утра 9-го июня ещё две мины. 11-го июня утром были взорваны ещё две мины, заложенные под контрэскарпом правого фаса шестого бастиона, и он опрокинулся в ров. Затем последовали взрывы мин с 14 по 17 июня, частично разрушившие два турецких бастиона.
Только 18 июня, когда в 2 часа дня взлетала ещё одна мина, и от этого взрыва образовалось отверстие, через которое была видна внутренность крепости, турки согласились на капитуляцию, по которой все войска гарнизона с их военным имуществом стали военнопленными, а жителям разрешался свободный выезд.

## Особенность осады
Особенность осады Силистрии в 1829 году заключалась в том, что артиллерия не играла такой решительной роли, как земляные и минные работы. Хотя крепость была окружена со всех сторон батареями и подвергалась огню орудий и с судов флотилии, хотя в крепость было брошено 30 000 снарядов, но артиллерийским огнем нигде не было пробито бреши, хотя огонь этот сильно разрушил некоторые постройки, например, пятый бастион. Таким образом, Силистрия была побеждена главным образом лопатой и миной.